# Роб Скеллон
Роберт Ендрю Скеллон (англ. Robert Andrew Scallon), більш відомий як Роб Скеллон (англ. Rob Scallon; 26 серпня 1990, Шампейн, Іллінойс, США) - американський блогер, музикант, мульти-інструменталіст, що живе в Чикаго, штат Іллінойс. Він найбільш відомий безліччю вірусних відео з його музикою, у тому числі піснями в стилі геві-метал, виконаними на традиційно неметалевих інструментах.

## Раннє життя
Скеллон народився 26 серпня 1990 року в Шампейні, штат Іллінойс, і виріс в Арлінгтон-Гайтсі, штат Іллінойс. У дитинстві він та його друзі відвідували місцевий магазин Guitar Center та грали на інструментах, але ніколи не купували їх через брак грошей. Свою першу гітару, класичну з нейлоновими струнами, подарував йому батько друга. Він використав її для написання своїх перших сольних пісень, і вона використовувалася в багатьох його ранніх відео.
Підлітком Скеллон грав на барабанах у метал групі Gas Mask Catalogue.

## Кар'єра
Скеллон почав завантажувати пісні на YouTube у лютому 2007 року, а в 2008 році у нього почали з'являтися шанувальники. Його популярність почалася, коли він почав робити кавери на металеві пісні з використанням народних та кантрі-інструментів. Найбільш примітними є його виконання пісень на банджо, у тому числі Raining Blood гурту Slayer, Master of Puppets гурту Metallica  і Psychosocial гурту Slipknot, причому в останній епізодичну роль зіграв Корі Тейлор. У його відеороликах брали участь Ендрю Хуанг, Boyinaband, Davie504, Дуґ Вокер, Джаред Дайнс, Лео Моракіолі, Мері Спендер та Сара Лонгфілд.
Скеллон випустив кілька сольних альбомів. Хоча більшість із них випущено самостійно, його EP Anchor та повноформатник The Scene is Dead продаються через DFTBA Records. У його релізах брали участь такі інструменталісти, як Джефф Луміс, Рабеа Массаад, Ола Енґлунд та Піт Коттрелл. Він грає на барабанах у групі Hank Green and the Perfect Strangers, а їхній дебютний альбом Incongruent посів третє місце в чарті Billboard Comedy Albums у 2014 році. Він також бере участь у спільному проекті з Ендрю Хуаном під назвою First of October, нового гурту. який записує альбом за одну сесію запису 1 жовтня щороку.
Скеллон випустив підписну серію гітар з Chapman Guitars у 2017 році. У 2020 році до його лінійки додалися ще три гітари. У 2022 році Скеллон припинив співпрацю з Chapman і запустив нову лінійку гітар із Schecter.
Скеллон у партнерстві з Sweetwater Sound отримав світовий рекорд Ґіннеса як найбільший педалборд із гітарними ефектами у 2019 році. Установка включала 319 окремих педалей, 34 педалборди і більше 500 футів (150 м) кабелів. 1 січня 2021 року Скаллон запустив GuitarQuest, платний онлайн-курс з навчання людей грі на гітарі. Пізніше того ж року він випустив пісню «MudHook» за участю барабанщика Unearth Ніка Пірса.
10 червня 2023 року Скеллон оголосив на своєму каналі YouTube, що він працює у партнерстві зі студією розробки Ritual Studios над створенням пригодницької відеоігри в піксельній графіці під назвою Fretless - The Wrath of Riffson. Головний герой Роб і всесвіт гри безпосередньо натхненні Скеллоном та його друзями з музичної індустрії. Ґеймплей буде орієнтований на ритмічні бої з елементами RPG.
26 вересня 2024 року Скеллон випустив Crowded Rooms, альбом, у якому поєднано геві-метал і мідвест-емо.

## Особисте життя
Молодший брат Скеллона, Джон, у підлітковому віці теж займався музикою. Він залишив свої інструменти Робу, коли їхав до коледжу. Декілька інструментів з особистої колекції Скеллона створено за індивідуальним замовленням у співпраці з іншими творцями контенту.
Скеллон почав зустрічатися з Тамарою Чемберс у 2012 році. Вони одружилися в листопаді 2020 року. Вони співпрацювали в різних проектах, таких як вступ до епізодів «Good Mythical Morning» 2012 і кавер на пісню Фаррелла Вільямса «Happy» в 2014.